# Houston Film Critics Society Awards 2013
7. ročník předávání cen organizace Houston Film Critics Society se konal dne 15. prosince 2013.

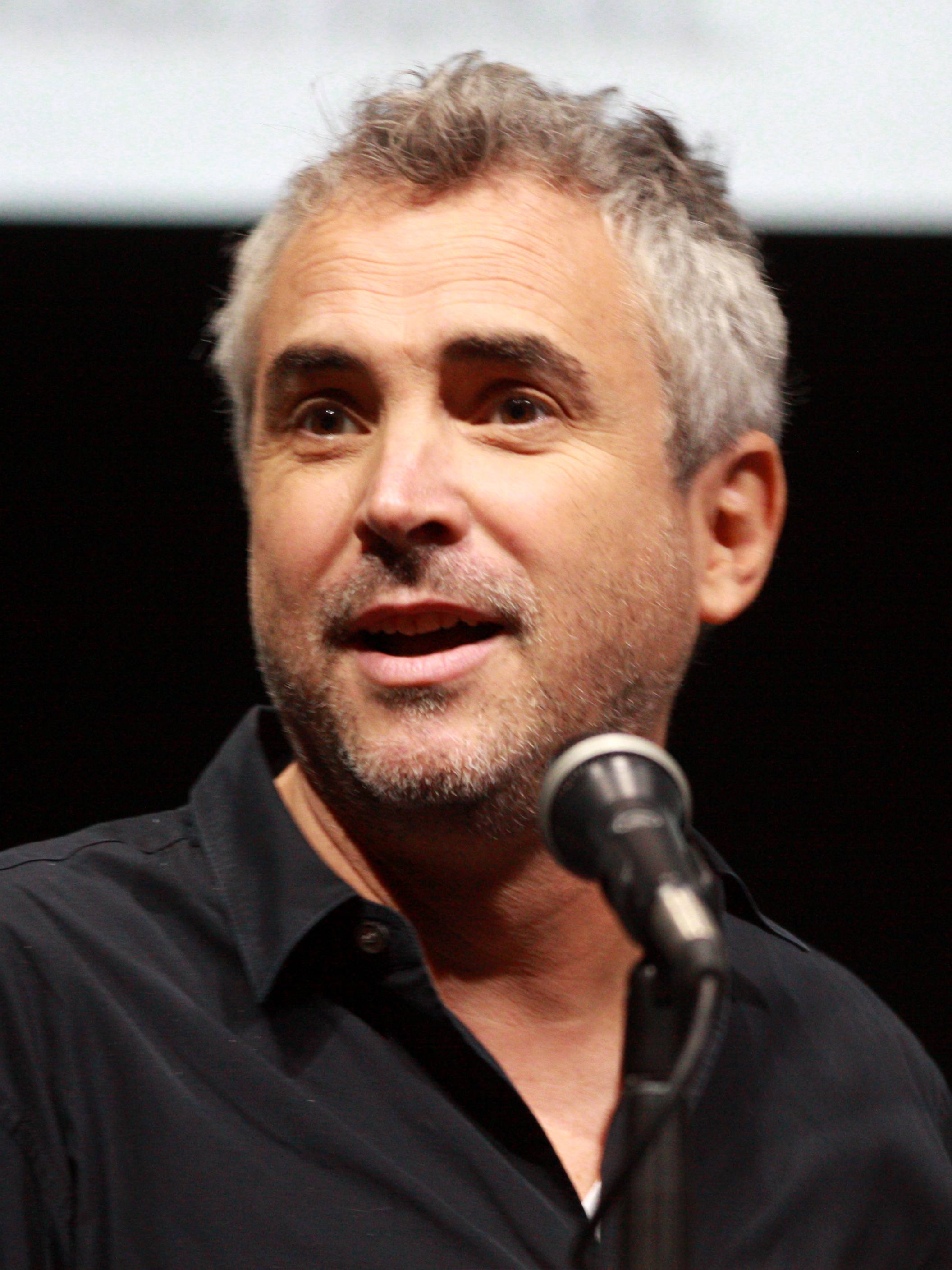
Alfonso Cuarón vítěz v kategorii nejlepší režie

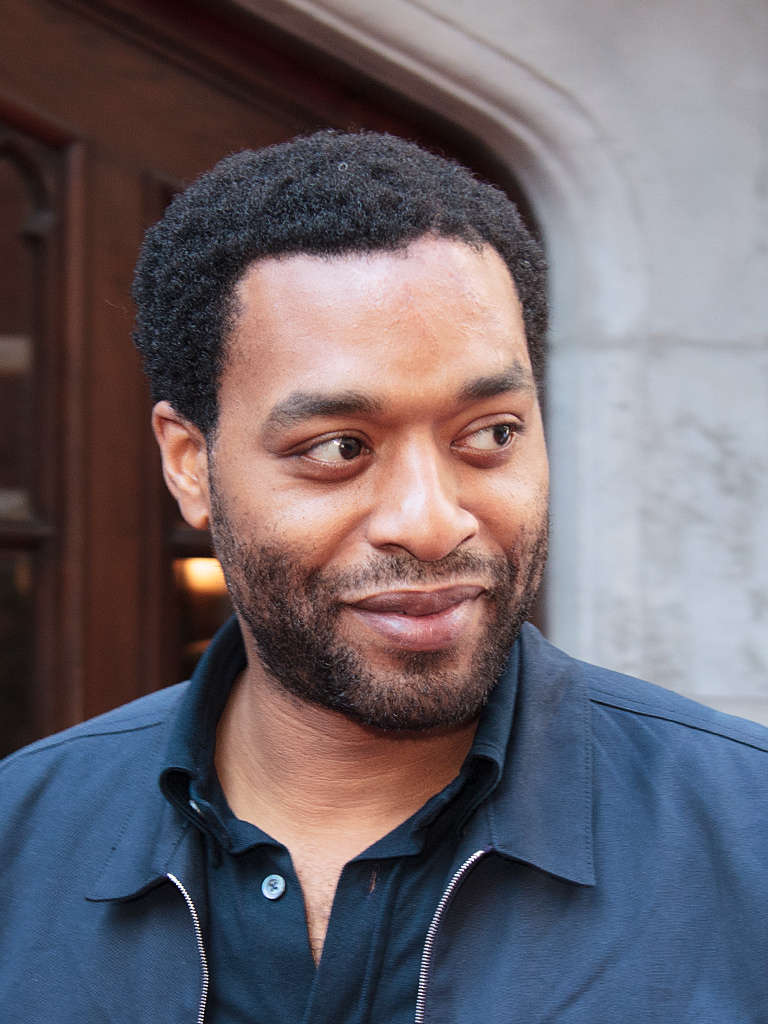
Chiwetel Ejiofor vítěz v kategorii nejlepší mužský herecký výkon v hlavní roli

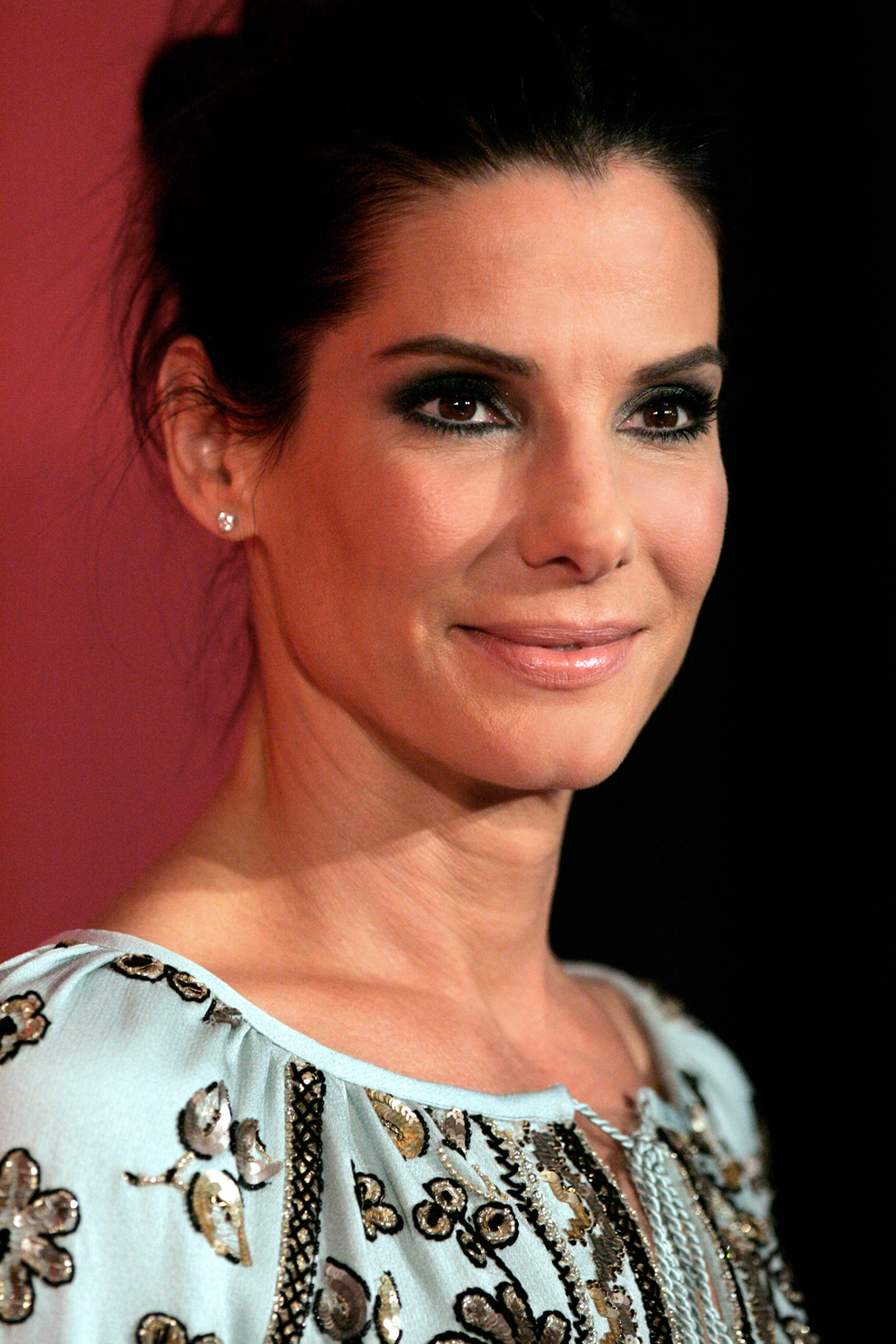
Sandra Bullock vítězka v kategorii nejlepší ženský herecký výkon v hlavní roli

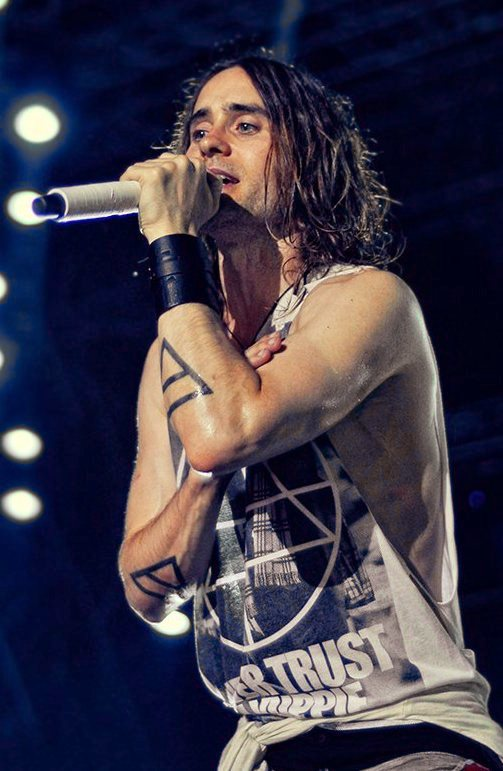
Jared Leto vítěz v kategorii nejlepší mužský herecký výkon ve vedlejší roli

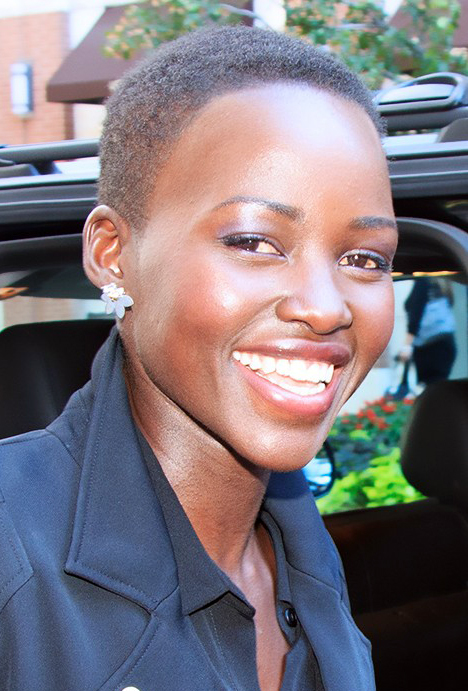
Lupita Nyong'o vítězka v kategorii nejlepší ženský herecký výkon ve vedlejší roli

## Vítězové a nominovaní

### Nejlepší film
12 let v řetězech
- Vše je ztraceno
- Špinavý trik
- Před půlnocí
- Klub poslední naděje
- Frutivale
- Gravitace
- V nitru Llewyna Davise
- Saving Mr. Banks
- Nebraska

### Nejlepší režisér
Alfonso Cuarón – Gravitace
- Joel a Ethan Coen – V nitru Llewyna Davise
- Paul Greengrass – Kapitán Phillips
- Steve McQueen – 12 let v řetězech
- Alexander Payne – Nebraska

### Nejlepší scénář
John Ridley – 12 let v řetězech
- Spike Jonze – Ona
- Richard Linklater, Julie Delpy a Ethan Hawke – Před půlnocí
- David O. Russell a Eric Warren Singer – Špinavý trik
- Joel a Ethan Coen – V nitru Llewyna Davise

### Nejlepší herec v hlavní roli
Chiwetel Ejiofor – 12 let v řetězech
- Christian Bale – Špinavý trik
- Bruce Dern – Nebraska
- Robert Redford – Vše je ztraceno
- Matthew McConaughey – Klub poslední naděje

### Nejlepší herečka v hlavní roli
Sandra Bullock – Gravitace
- Emma Thompsonová – Saving Mr. Banks
- Brie Larson – Dočasný domov
- Julie Delpy – Před půlnocí jako Céline
- Meryl Streepová – Blízko od sebe jako Violet Weston

### Nejlepší herec ve vedlejší roli
Jared Leto – Klub poslední naděje
- Barkhad Abdi – Kapitán Phillips
- Matthew McConaughey – Bahno z Mississippi
- Michael Fassbender – 12 let v řetězech
- James Gandolfini – A dost!

### Nejlepší herečka ve vedlejší roli
Lupita Nyong'o – 12 let v řetězech
- Jennifer Lawrenceová – Špinavý trik
- Octavia Spencerová – Frutivale
- June Squibb – Nebraska
- Oprah Winfreyová – Komorník

### Nejlepší dokument
20 Feet from Stardom
- Způsob zabíjení
- Černý zabiják
- Příběhy, které vyprávíme
- Nerovnost pro všechny

### Nejlepší animovaný film
Ledové království
- Croodsovi
- Já, padouch 2
- Univerzita pro příšerky
- Zvedá se vítr

### Nejlepší kamera
Emmanuel Lubezki – Gravitace
- Sean Bobbitt – 12 let v řetězech
- Frank G. DeMarco – Vše je ztraceno
- Bruno Delbonnel – V nitru Llewyna Davise
- Roger A. Deakins – Zmizení

### Nejlepší skladatel
Steven Price – Gravitace
- Arcade Fire – Ona
- Hans Zimmer – Muž z oceli
- Thomas Newman – Zachraňte pana Bankse
- Hans Zimmer – 12 let v řetězech

### Nejlepší skladba
„Please Mr. Kennedy“ – Ed Rush, George Cromarty, T-Bone Burnett, Justin Timberlake, Joel Coena a Ethan Coen – V nitru Llewyna Davise
- „Let it Go“ – Robert Lopez a Kristen Anderson-Lopez – Ledové království
- „I See Fire“ – Ed Sheeran – Hobit: Šmakova dračí poušť
- „The Moon Song“ – Karen O – Ona
- „Young and Beautiful“ – Lana Del Rey – Velký Gatsby

### Nejlepší cizojazyčný film
Hon (Dánsko)
- Život Adele (Francie)
- Zvedá se vítr (Japonsko)
- Velmistr (Hongkong)
- Wadjda (Saúdská Arábie)

### Nejhorší film
Machři 2
- Smrtonosná past: Opět v akci
- Osamělý jezdec
- Pád Bílého domu
- Scary Movie 5

### Individuální ocenění
- Ocenění za přispění ke kinematografii: Eric Harrison
- Ocenění za techniku: Gravitace